# Pseudoderopeltis prorsa
Pseudoderopeltis prorsa es una especie de cucaracha del género Pseudoderopeltis, familia Blattidae.

## Distribución
Esta especie se encuentra en República Democrática del Congo.